# Tretået spætte
Den tretåede spætte (Picoides tridactylus) er en spætte i ordenen af spættefugle. Voksne fugle er 21,5-24 cm lange. Den tretåede spætte lever i det vestlige Canada, Alaska, det amerikanske midtvesten samt de nordlige dele af Eurasien fra Norge til Korea. Den findes dog også i Alperne. I Danmark er den en meget sjælden gæst fra det nordlige skandinavien.
Spætten lever af larver og andre insekter.